# ارمیر لنیانی
ارمیر لنیانی (آلبانیایی: Ermir Lenjani؛ زادهٔ ۵ اوت ۱۹۸۹) بازیکن فوتبال اهل آلبانی است.
از باشگاه‌هایی که در آن بازی کرده‌است می‌توان به باشگاه فوتبال نانت، باشگاه فوتبال وینترتور، باشگاه فوتبال سیون، باشگاه فوتبال گراس‌هاپر زوریخ، باشگاه فوتبال سنت گالن، و باشگاه فوتبال رن اشاره کرد.
وی همچنین در تیم ملی فوتبال آلبانی بازی کرده‌است.